# Myrmeleon (Myrmeleon) krempfi
Myrmeleon (Myrmeleon) krempfi is een insect uit de familie van de mierenleeuwen (Myrmeleontidae), die tot de orde netvleugeligen (Neuroptera) behoort. 
Myrmeleon (Myrmeleon) krempfi is voor het eerst wetenschappelijk beschreven door Navás in 1923.